# Copa Ciudad de Tigre
La Copa Ciudad de Tigre è stato un torneo professionistico di tennis maschile, faceva parte dell'ATP Challenger Tour nella categoria Challenger 50.000 $+H. È stata giocata solo la prima edizione, svoltasi tra il 14 e il 19 marzo 2017 sui campi in cemento del Jeep Park di Benavidez, nei pressi di Tigre (provincia di Buenos Aires), in Argentina.
Fu il primo torneo Challenger argentino giocato su campi in cemento.

## Albo d'oro

### Singolare
| Anno | Campione    | Finalista      | Punteggio     |
| ---- | ----------- | -------------- | ------------- |
| 2017 | Tarō Daniel | Leonardo Mayer | 5–7, 6–3, 6–4 |

### Doppio
| Anno | Campione                       | Finalista                       | Punteggio           |
| ---- | ------------------------------ | ------------------------------- | ------------------- |
| 2017 | Máximo González Andrés Molteni | Guido Andreozzi Guillermo Durán | 6–1, 6(6)–7, [10–5] |